# Piedras (El Oro)
Piedras ist eine Ortschaft und eine Parroquia rural („ländliches Kirchspiel“) im Kanton Piñas der ecuadorianischen Provinz El Oro. Die Parroquia besitzt eine Fläche von 40,24 km². Die Einwohnerzahl lag im Jahr 2010 bei 569.

## Lage
Die Parroquia Piedras liegt im Südwesten von Ecuador in den westlichen Ausläufern der Anden. Der Oberlauf des Río Arenillas durchfließt das Areal in westlicher Richtung und mündet in den Stausee der Talsperre Tahuín. Dessen östliches Ende liegt innerhalb der Parroquia Piedras. Der etwa 120 m hoch gelegene Ort Piedras befindet sich 26,5 km westnordwestlich des Kantonshauptortes Piñas. Eine 8 km lange Nebenstraße verbindet Piedras mit der weiter östlich verlaufenden Fernstraße E50 (Arenillas–Chaguarpamba).
Die Parroquia Piedras grenzt im Osten an die Parroquia Saracay, im Süden an die Parroquia La Bocana, im Westen an das Municipio von Arenillas (Kanton Arenillas) sowie im Norden an die Parroquias La Avanzada und Torata (beide im Kanton Santa Rosa).

## Orte und Siedlungen
Neben dem Hauptort Piedras gibt es folgende Sitios:
- El Carmen
- El Recuerdo

## Geschichte
Die Parroquia Piedras wurde am 12. Juni 1964 gegründet.